# Dreams Come True (single)
"Dreams come true" é o segundo single do grupo Hey! Say! JUMP. Ficou em 1º lugar no ranking semanal da Oricon e vendeu 249,024 cópias. O single ficou em 25º lugar no ranking anual de 2008. A música "Dreams come true" foi usada como tema  do torneio classificatório de voleibol feminino para as Olimpíadas de Pequim, enquanto a música "Chance to Change" foi usada como música tema do Torneio Nacional de Voleibol Colegial e a música "Oretachi no Seishun" do drama Gokusen 3.

## Lista de faixas

### Versão regular
1. Dreams come true
2. Oretachi no Seishun (俺たちの青春) - Yuya Takaki
3. Chance to Change
4. Dreams come true (Original Karaoke)
5. Oretachi no Seishun (Original Karaoke)
6. Chance to Change (Original Karaoke)

### Versão limitada
CD
1. Dreams come true

DVD
1. Dreams come true (PV & Making of)